# زو چن
زو چن (انگلیسی: Xue Chen؛ زادهٔ ۱۸ february ۱۹۸۹ (۳۶ سال)) بازیکن والیبال ساحلی اهل چین است.